# 網紋鬚鯊
網紋鬚鯊（學名：Orectolobus reticulatus），為軟骨魚綱鬚鯊目鬚鯊科鬚鯊屬的一種。由聯邦科學與工業研究組織(CSIRO) 的一組科學家於2008年發現，分布於東印度洋澳洲西部海域，深度0至20公尺，本魚體延長，前部寬扁，後部細小，頭相當寬扁，頭部兩側有細小的白色斑點和深色網紋，後腦勺有深褐色的黑色斑點，比眼睛稍小，體有強烈的色彩圖案，帶有深色馬鞍、斑點和精細網紋，單鼻觸鬚，有柄，眼睛上方結節突出，背部沒有疣狀結節。第一背鰭起點位於中腹鰭基部上方，上顎有21排牙齒，體長可達52.3公分，棲息在大陸棚礁沙混合區域，為底棲性魚類，多半在夜間活動，屬肉食性，透過與周邊環境融合的身體圖案偽裝來捕食，以甲殼類、頭足類、硬骨魚為食，卵胎生，生活習性不明。